# Brawn BGP 001
O BGP 001 é o modelo do carro da Brawn GP da temporada de 2009 da F1. Pilotado por Rubens Barrichello e Jenson Button.
Foi apresentado em Silverstone, no Reino Unido no dia 6 de março de 2009.  Jenson Button fez o seu primeiro teste no BGP 001 no mesmo dia em que foi apresentado, e antes de uma análise mais abrangente e um maior desenvolvimento, o carro foi para o Circuito da Catalunha, (entre os dias 9 a 12 de março) e no Circuito de Jerez (entre os dias 15 a 18 de março).

## RA109

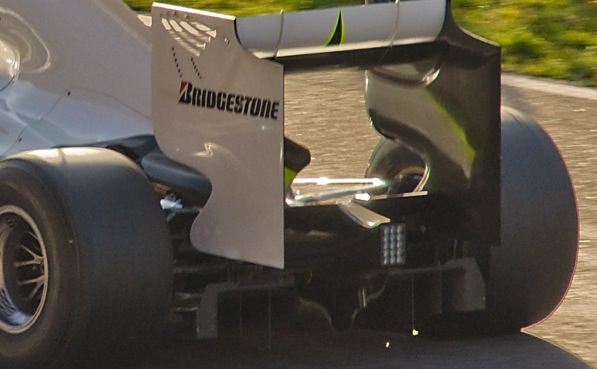
Difusor duplo usado pela Brawn GP projetado pela Honda.

Chassi que seria utilizado pela extinta equipe no Honda caso não tivesse sido vendida para Ross Brawn, que com o espólio da equipe montou a Brawn GP, alterou o nome do chassi para Brawn BGP 001 com motor Mercedes FO 108W V8 e mostrou o alto potencial do Chassi que a equipe nipônica poderia ter utilizado no ano de 2009.
A principal característica desse chassi foi a utilização do difusor duplo, que no inicio da temporada mostrou ser um componente que ajudava muito na aerodinâmica e equilíbrio do carro. Essa característica foi utilizada também pelas equipes Toyota F1 e Williams F1, mas sem o mesmo sucesso.

## Testes

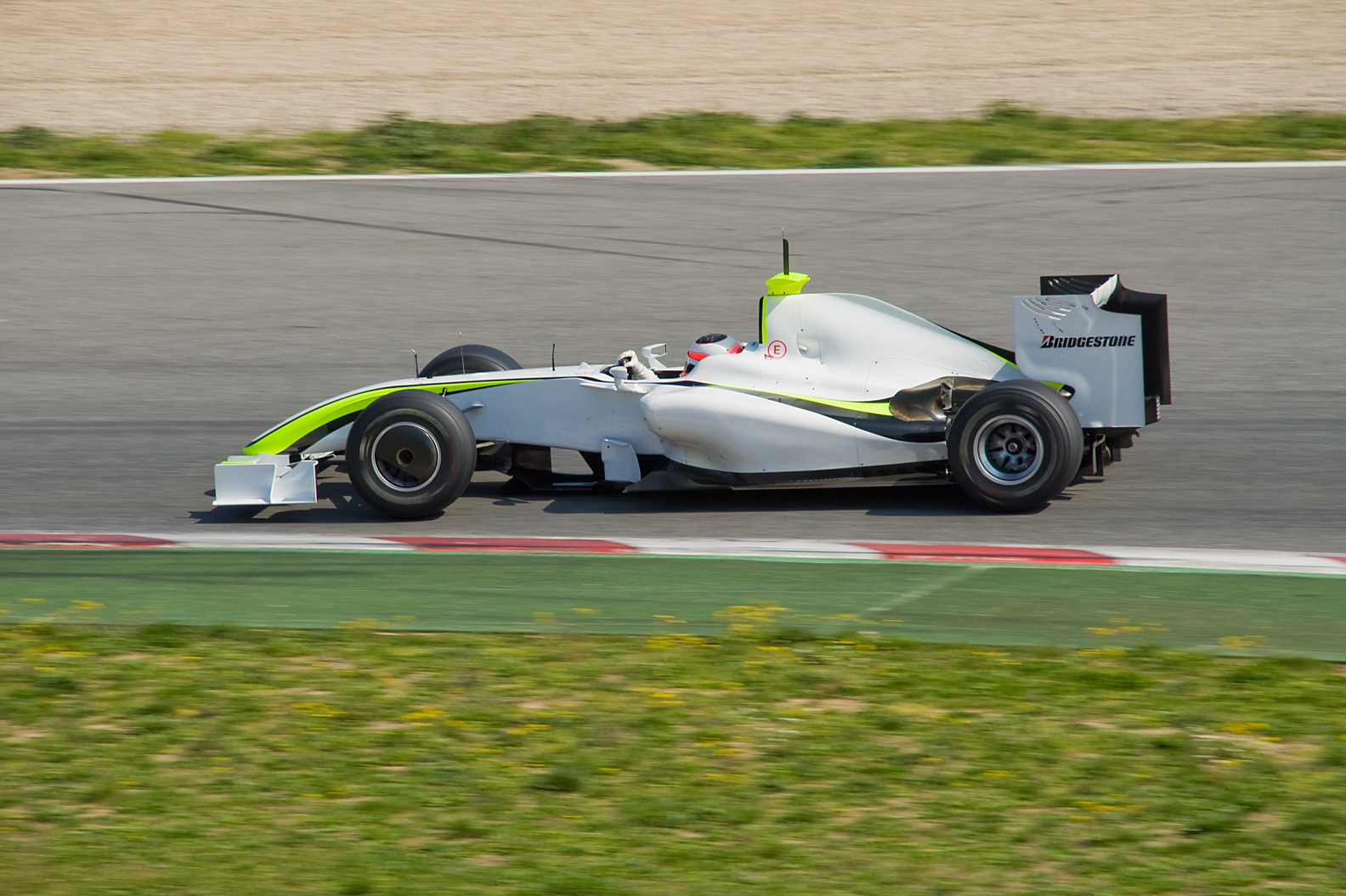
Rubens Barichello testando o Brawn BGP 001.

Mesmo com a Honda se retirando da F1, o desenvolvimento do BGP 001 nunca parou, e no dia da sua estreia, Jenson Button teve uma ótima performance com o carro - caracterizado pelo branco, amarelo fluorescente e preto. O Brawn GP BGP 001 teve o seu primeiro teste a no Circuito da Catalunha, em 9 de março de 2009, e começou no topo da lista de melhores tempos na primeira sessão, terminando a sessão em quarto. Em dois dias, Rubens Barrichello assumiu a posição de Button e completou 111 voltas, terminando na terceira posição. Este foi seguido por Button no topo da lista de melhores tempos no terceiro dia por mais de um segundo de Felipe Massa da Ferrari, completando 130 voltas. Massa aclamou a Brawn como a equipe mais competitiva, e que atualmente a Ferrari é menos competitiva do que a Brawn GP.  No último dia do teste, Barrichello fez a mesma façanha de seu companheiro de equipe: fez o melhor tempo com mais de oito décimos de segundo de Nico Rosberg da Williams, completando 110 voltas.
Mesmo com os testes se deslocando para o Circuito de Jerez, a Brawn continuou a fixar o ritmo, seis décimos a frente do Renault de Fernando Alonso, completando 107 voltas. Alonso superou o o melhor tempo no segundo dia, deixando Barrichello em segundo, e Button em terceiro, completando 74 voltas.
No último dia, Button superou mais uma vez, dois décimos do carro de Rosberg, deixando Nelson Ângelo Piquet e Lewis Hamilton ainda mais para trás.

## Temporada
Assim como nos testes da pré-temporada, o BGP001 se mostrou um carro muito equilibrado e competitivo no GP da Austrália, com Jenson Button e Rubens Barrichello marcando os dois primeiros lugares, respectivamente, no treino classificatório. A corrida foi dominada por Button, com Barrichello terminando em segundo lugar, após uma corrida complicada e de recuperação. Com o resultado, a equipe Brawn entrou para a história da categoria como a terceira equipe a estrear com vitória (antes dela, apenas as equipes Mercedes, em 1954, e Wolf, em 1977, conseguiram o feito) e a segunda equipe a estrear com uma dobradinha (apenas a Mercedes, em 1954, havia conseguido).
No GP da Malásia, na semana seguinte, Jenson Button novamente marca a pole position e vence a prova.

## Galeria

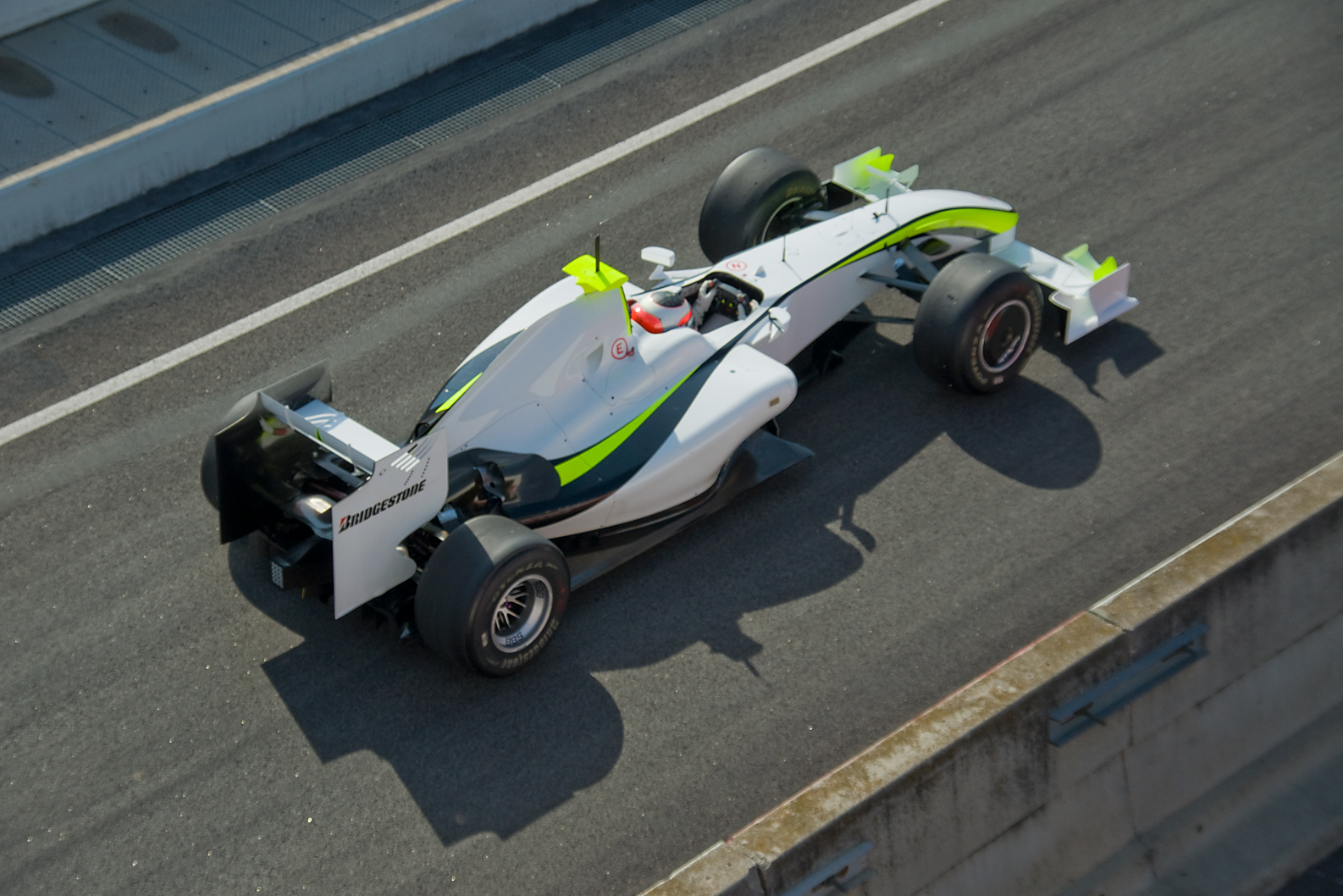
Rubens Barrichello no teste do Brawn BGP 001 em Barcelona.
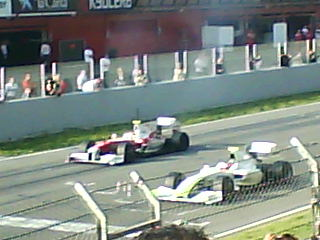
Rubens Barrichello testando o BGP 001 em Barcelona, março de 2009. Ao seu lado, um Toyota.
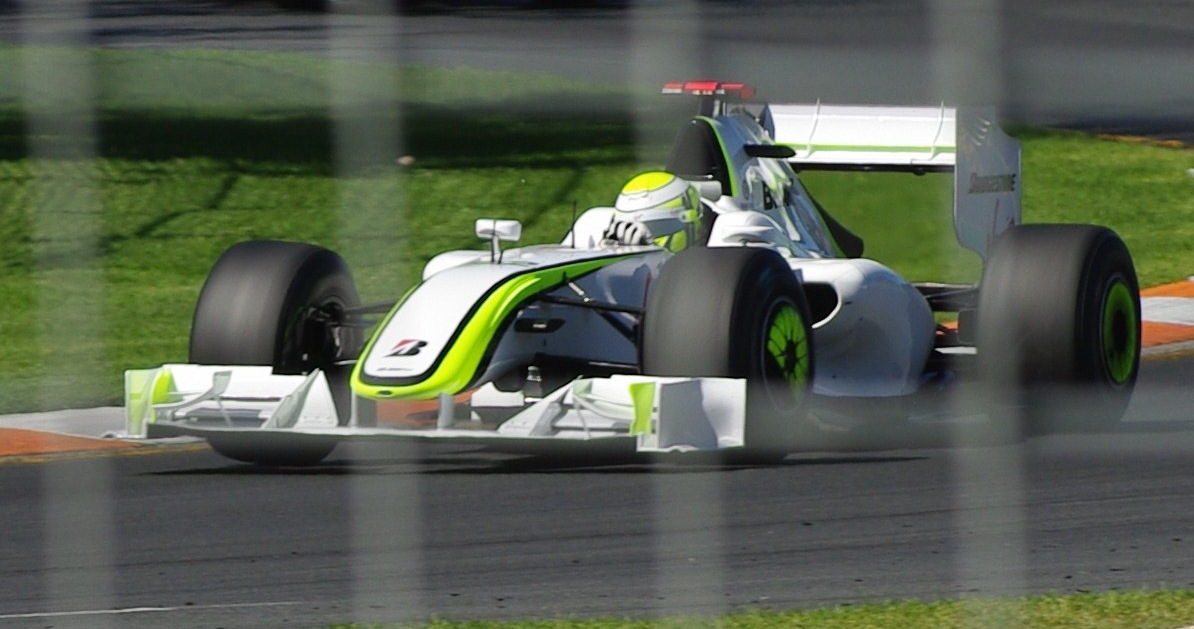
Jenson Button, no GP da Austrália de 2009.

## Resultados[7]
(legenda) (em negrito indica pole position e em itálico volta mais rápida)
|      |                     |   |    |                    |     |      |     |     |     |     |     |     |     |     |     |     |     |     |     |     |     |      |    |  |  |  |
|      |                     |   |    |                    | AUS | MAL‡ | CHN | BAR | ESP | MON | TUR | GBR | ALE | HUN | EUR | BEL | ITA | SIN | JAP | BRA | ABU |      |    |  |  |  |
| 2009 | Mercedes FO 108W V8 | B | 22 | Jenson Button*     | 1   | 1    | 3   | 1   | 1   | 1   | 1   | 6   | 5   | 7   | 7   | Ret | 2   | 5   | 8   | 5*  | 3   | 172* | 1° |  |  |  |
| 2009 | Mercedes FO 108W V8 | B | 23 | Rubens Barrichello | 2   | 5    | 4   | 5   | 2   | 2   | Ret | 3   | 6   | 10  | 1   | 7   | 1   | 6   | 7   | 8   | 4   | 172* | 1° |  |  |  |

‡ Foi atribuído metade dos pontos devido a corrida ter sido terminada antes de completar 75% da distância total.
* Campeão da temporada.